# Stephen Biro
Stephen Biro (* 20. Jahrhundert) ist ein US-amerikanischer Filmproduzent und Regisseur sowie Drehbuchautor. Er wurde bekannt als Präsident und Gründer des DVD-Labels Unearthed Films.

## Leben
Stephen Biro, bereits seit frühester Jugend ein Horror- und Splatterfilm-Fan, begann seine Karriere im Filmbusiness vor allem als Bootlegger in Tampa, Florida, die er über Tausch mit anderen Filmemachern wie Chas Balun und Shawn Lewis erhielt. Insbesondere war er immer auf der Suche nach obskuren Filmen. Im Geiste dieser Entwicklung gründete er 2001 Unearthed Films als VHS/DVD-Label und besorgte sich die Lizenzen für die raren Filme, die er früher bootleggte. Das Label wurde bekannt durch zahlreiche Importfilme aus dem asiatischen Markt, insbesondere die Guinea-Pig-Filmreihe, aber auch Filme aus dem europäischen Markt wie Aftermath (1994) und Hunting Creatures von Andreas Pape sowie diverse Klassiker aus der US-amerikanischen Independent-Szene wie Frankenhooker (1990). Außerdem erschienen einige neuere Independentfilme wie City of Rott (2006), Slaughtered Vomit Dolls (2006) und Philosophy of a Knife (2008) über das Label. Bei letzterem trat er auch als Filmproduzent auf.
Neben seiner Arbeit als Unternehmer ist er auch als Ghostwriter für Drehbücher tätig. Als Autor veröffentlichte er einige Bücher über Filme sowie Horrorromane über sein Label. Zudem betreibt er das Musiklabel The Unearthed Music Group. Auf diesem erschienen bisher Alben von Bands aus dem Goregrind- und Horrorcore-Bereich.
2014 erschien sein Regiedebüt American Guinea Pig, eine Art US-amerikanisches Remake der Guinea-Pig-Serie. Als Produzent war er auch am zweiten Teil American Guinea Pig 2: Bloodshock beteiligt, während er American Guinea Pig: The Song of Solomo (2017) wieder selbst drehte.

## Werke
- Hellucination. CreateSpace Independent Publishing Platform 2011. ISBN 978-1466386815
- The Ultimate Dead Baby Joke Book. Unearthed Books 2011.
- Masters of Taboo Presents: Cannibalism, Digesting The Human Condition. Unearthed Books 2012. ISBN 978-1480082717
- The Ultimate Dead Baby Cookbook. Unearthed Books 2013
- All Work and No Play. Mit „Jack Torrence“. CreateSpace Independent Publishing Platform 2013. ISBN 978-1482070880
- Dialogue with the Devil. CreateSpace Independent Publishing Platform 2014. ISBN  978-1489555397
- Satan Reborn. Unearthed Books 2014.

## Filmografie
Als Regisseur
- 2014: American Guinea Pig (American Guinea Pig: Bouquet of Guts and Gore) (auch Produzent und Drehbuch)
- 2017: American Guinea Pig: The Song of Solomon (auch Produzent und Drehbuch)

Als Produzent
- 2008: Philosophy of a Knife
- 2013: Gator Green (Kurzfilm)
- 2015: American Guinea Pig 2: Bloodshock (American Guinea Pig: Bloodshock) (auch Drehbuchautor)

Als Drehbuchautor
- 2014: Bubba the Redneck Werewolf